# Hr.Ms. K X (1923)
Hr.Ms. K X was een Nederlandse onderzeeboot van de K VIII-klasse. De K X werd gebouwd door de Vlissingse scheepswerf Koninklijke Maatschappij de Schelde. Net als alle andere K onderzeeboten werd de K X door het Nederlandse ministerie van Koloniën als patrouilleboot voor Nederlands-Indië aangeschaft. Op 25 september 1924 vertrok de K X vanuit Den Helder naar Nederlands-Indië waar de boot op 7 december 1924 in Sabang aankwam. De tocht naar Nederlands-Indië bracht haar langs de havens van: Sevilla, Tunesië, Alexandrië, Port Said, Suez, Aden en Colombo.

## De K X tijdens WO II
Begin 1941 werd de K X ingedeeld bij de 2e divisie van het onderzeebootflottielje in Nederlands-Indië. Naast de K X maakte de K XI, K XII de K XIIII deel uit van de 2e divisie. Van februari tot en met maart 1941 opereerde de K X van uit Tandjong Priok en patrouilleerde in de Straat Soenda. Eind maart 1941 werden de patrouilles in de Straat Soenda geïntensiveerd omdat het Duitse pantserschip de Scheer in de Indische Oceaan koopvaarders aanviel. Vanaf 1 april 1941 was de K X voor onderhoud in Soerabaja, dit onderhoud werd 8 december 1941 afgebroken omdat op 7 december Nederland Japan de oorlog had verklaard. Vanwege haar leeftijd werd de K X in eerste instantie in reserve gehouden in Soerabaja.
Na de invasie van de Tambalan eilanden op 27 december 1941 kreeg de K X de opdracht om naar Tarakan bij Borneo te varen. Daar kwam de boot op 8 januari 1942 aan. Al snel na de aankomst in Tarakan werd de K X ingesloten door een Japanse invasievloot. Ondanks een defect aan de motor en een mijnenveld dat de vaarroute blokkeerde kon de K X ontsnappen uit Tarakan en kwam op 19 februari in Soerabaja aan. In Soerabaja werd het defect aan de motor verholpen. Vanuit Soerabaja voerde het schip nog een keer een patrouille uit in de Straat Soenda. Toen K X terugkwam van deze patrouille op 1 maart 1942 werd de boot, vanwege de ophanden zijnde invasie van Java, de volgende dag onklaar gemaakt en tot zinken gebracht in de haven van Soerabaja.
In 1942 of 1943 werd de K X gelicht door de Japanse strijdkrachten die haar gebruikten als drijvende olieopslag. Na de oorlog werd de K X teruggevonden in Soerabaja. Het uiteindelijke lot van de boot was om in 1946 gerecycled te worden.